# Enicodes schreibersii
Enicodes schreibersii là một loài bọ cánh cứng trong họ Cerambycidae.